# オーストラリア・ニュージーランド索引家協会
オーストラリア・ニュージーランド索引家協会 (オーストラリア・ニュージーランドさくいんかきょうかい、The Australian and New Zealand Society of Indexers (ANZSI)) は、オーストラリアとニュージーランドの索引家を代表する協会である。オーストラリア首都特別地域 (ACT)、ニューサウスウェールズ州、ニュージーランド、ノーザンテリトリー、クイーンズランド州、南オーストラリア州、タスマニア州、ビクトリア州、西オーストラリア州に支部とグループがある。
協会はトレーニングコース、会議、ニュースレター、そして活動している索引家の名鑑を提供している。

## 歴史
ANZSIは、イギリスの索引家協会のオーストラリアにいる会員が組織した索引家オーストラリア協会 (Society of Indexers in Australia) を改組し、1976年にオーストラリア索引家協会 (Australian Society of Indexers (AusSI)) として設立された。初期の歴史はヘーゼル・K・ベルによって記録されている。

## 他の索引家協会との提携
ANZSIはイギリス、アメリカ合衆国、カナダ、南アフリカ、中国の索引家協会と提携している。またドイツのDNI (Deutsches Netzwerk der Indexer = German Indexing Network) やオランダのNIN (Nederlands Indexers Netwerk = Netherlands Indexing Network) とも連携している。

## 賞
オーストラリア又はニュージーランドで編纂された、書籍や雑誌の卓越した索引に対し、ANZSIメダルと表彰状を授与している。メダルと証明書は毎年授与されるわけではない。
ANZSI (旧AusSI) は、ウェブ索引を世界で初めて表彰した索引家協会である。

## 出版物
協会のニュースレターである『ANZSI Newsletter』は年に11回刊行されている。それに加え、ANZSIの会員は索引家協会の国際雑誌である『索引家 (The Indexer)』の常連著者であり、毎号の「世界を巡って」の節にはANZSIのイベントが記録されている。オーストラリアの先住民アボリジニの名前索引についての論文を含む、オーストラリアが話題の特別寄稿もあり、2001年4月号ではAusSI (現ANZSI) がゲスト編集者になった。索引シリーズとして協会はANZSI指導計画に基づく索引を出版しており、そこではこれまで索引が付いていなかった作品に対して指導者が索引を付与している。